# Odynerus auratipennis
Odynerus auratipennis är en stekelart som beskrevs av Giordani Soika 1934. Odynerus auratipennis ingår i släktet lergetingar, och familjen Eumenidae. Inga underarter finns listade i Catalogue of Life.